# Embaixada do Brasil em Riade
A Embaixada do Brasil em Riade é a missão diplomática brasileira na Arábia Saudita. A missão diplomática se encontra no endereço Ibin Zaher Street - Diplomatic Quarter P.O. Box 94348 Riyadh 11693 Kingdom of Saudi Arabia, Riade, Arábia Saudita.